# Kozlany (Třebíči járás)
Kozlany település Csehországban, a Třebíči járásban. Kozlany Třesov, Koněšín, Studenec és Třebenice településekkel határos. Lakosainak száma 138 fő (2024. január 1.).

## Népesség
A település lakosságának változását az alábbi diagram mutatja:
| Lakosok száma | 140  | 126  | 132  | 116  | 133  | 117  | 142  | 147  | 140  | 138  |
|               | 1869 | 1890 | 1921 | 1950 | 1980 | 2001 | 2017 | 2019 | 2022 | 2024 |